# فرانسيسكوس دوندرز
فرانسيسكوس (فرانز) كورنيليوس دونديرز كان ضمن الجمعية الملكية، زمالة الجمعية الملكية لإدنبرة (27 مايو 1818 - 24 مارس 1889) هو طبيب عيون هولندي، عمل أستاذاً لعلم وظائف الأعضاء في أوترخت خلال مسيرته المهنية، وكان يُنظر إليه دوليًا باعتباره مرجعًا في أمراض العيون، حيث كان يدير المستشفى الهولندي لمرضى العيون إلى جانب جريف وهرمان فون هلمهولتز، كان أحد المؤسسين الأساسيين لطب العيون العلمي.

## حياته
ولد في تيلبورغ، ابن يان فرانز دوندرز وأغنيس إليزابيث هيغ، تلقى تعليمه في مدرسة دويزل والمعاهد الدينية في كل من تيلبورغ وبوكسمير. في سن السابعة عشرة، بدأ فرانسيسكوس دوندرز دراسة الطب في المدرسة العسكرية في أوتريخت، هنا اكتشف شغفه بالدراسة التجريبية، وتحديداً في مجال الكيمياء، في سن الثانية والعشرين التحق بجامعة لايدن الخاصة بالجيش للمبتدئين ليصبح جراحًا. بعد فترة قضاها كضابط طبي في لاهاي، تم تعيينه في عام 1842 محاضرًا في علم وظائف الأعضاء وعلم التشريح في كلية الطب العسكرية في أوتريخت، بسبب إنجازاته في دراسته أقام علاقات جيدة تسمح له بدراسة عمله العلمي، بعد فترة وجيزة من ذلك أصبح أستاذًا في علم التشريح وعلم وظائف الأعضاء في عام 1847 في جامعة أوتريخت. في عام 1847 أصبح أستاذًا مشاركًا في جامعة أوتريخت، وفي عام 1862 حصل على درجة الأستاذية الكاملة في علم وظائف الأعضاء. في عام 1847 أصبح مراسلًا للمعهد الملكي الهولندي، عندما أصبح ذلك أكاديمية هولندا الملكية للفنون والعلوم؛ في عام 1851 انضم كعضو فيها. كان يعلم أن المعرفة الكتابية لديها الكثير لتقدمه في مجال الإدراك، لكنه كان يعلم أيضًا أنه سيتم تعزيزها وستكون أكثر صدقًا إذا تم تضمين التجارب، كان أول من اكتشف أن هناك حاجة إلى الكثير من الوقت لحدوث عملية عقلية مجردة.
اشتهر بعمله وأبحاثه في أمراض العيون وكان من أوائل ممارسي تنظير قاع العين. يُنسب إليه اختراع مقياس توتر العين (1862)،  ولإدخال العدسات الموشورية والأسطوانية لعلاج اللابؤرية (1860).
كان أيضًا أول من استخدم الاختلافات في وقت رد الفعل البشري لاستنتاج الاختلافات في المعالجة المعرفية، لقد اختبر وقت رد الفعل البسيط ووقت رد الفعل المختار، ووجد أن رد الفعل البسيط كان أسرع. هذا المفهوم هو الآن أحد المبادئ الأساسية لعلم النفس المعرفي – في حين أن قياس الوقت العقلي ليس موضوعًا في حد ذاته، إلا أنه أحد أكثر الأدوات شيوعًا المستخدمة في عمل استنتاجات حول عمليات مثل التعلم والذاكرة والانتباه. باستخدام وقت رد الفعل، أنشأ ثلاث طرق مختلفة لتحليله. كانت النسخة الشائعة هي المهمة A (بسيطة). عندما أجرى المهمة A ، قام بتحفيز قدم المشارك من أجل قياس رد فعل اليد الأسرع، تم إخبار المشاركين مسبقًا بأنهم سيقيسون مدى سرعة استجابة أيديهم (مما مكنهم من الشعور بالتحفيز بشكل أفضل)، تألفت مهمة B (الاختيار) من التحفيز في اليد اليمنى وقياس استجابة القدم اليمنى، كانت لهذه المهمة نفس أهداف المهمة A ؛ تم أيضًا قياس قدرة الشخص على تمييز الحافز والإشارة إلى الحافز ويتطلب تدخل قرار الاستجابة. عُرفت المهمة الثالثة المتميزة باسم مهمة C (مهمة Go / No-Go)  لتحليل هذه المهمة، قام بتحفيز قدمي المشاركين، طُلب من المشاركين الاستجابة بيدهم اليمنى عندما شعروا بالتحفيز في القدم اليمنى، لكن لا يفعلوا الشيء نفسه مع الجانب الأيسر. تم تصميم هذه المهمة أيضًا لقياس قدرة المشاركين على اكتشاف المحفزات وتقديم الاستجابة المطلوبة. لا يمكن تنفيذ مهمة C دون تدخل التمييز التحفيزي الذي يحدث داخل العملية الحسية والحركية. وهو يمثل فترات هذه العمليات ويصنفها كطرق A- ، B- C- (مثال A / -A = أكل / لا تأكل) من أجل الاستفادة من هذه الطرق استخدم مهمة تكرار الكلام  أنماط مختلفة تم استخدامها لأساليب مختلفة. نمط وقت رد الفعل هوA<B<C علم دوندرز أن كاليفورنيا يمكن أن تجد مدة التمييز، وأن b-c يمكن أن تجد مدة الاختيار، عند تعلم قياس سرعة الفكر، لم يكن دوندرز حريصًا على استخدام الكهرومغناطيسية للقياس، وادعى أنه مع تغير الشدة، ستتغير النتائج، نظر إلى أجهزة مثل الفونوتوجراف لرسم سرعة الكلام البشري. أسس دوندرز المستشفى الهولندي لمرضى العيون الضروريين عام 1858، كان أول مساعد له هو هيرمان سنيلين. في عام 1864 نشر كتابه المشهود له للغاية «حول شذوذ التكيف وانكسار العين». كتب هذا الكتاب في عام 1864 وركز على أخطاء منفصلة في الانكسار والتكيف، أتاح نشر هذا الكتاب بيع تركيبات زجاج العين لتكون خدمة طب العيون، «طب العيون هو فرع من فروع الطب والجراحة يتعامل مع تشخيص وعلاج اضطرابات العين.»

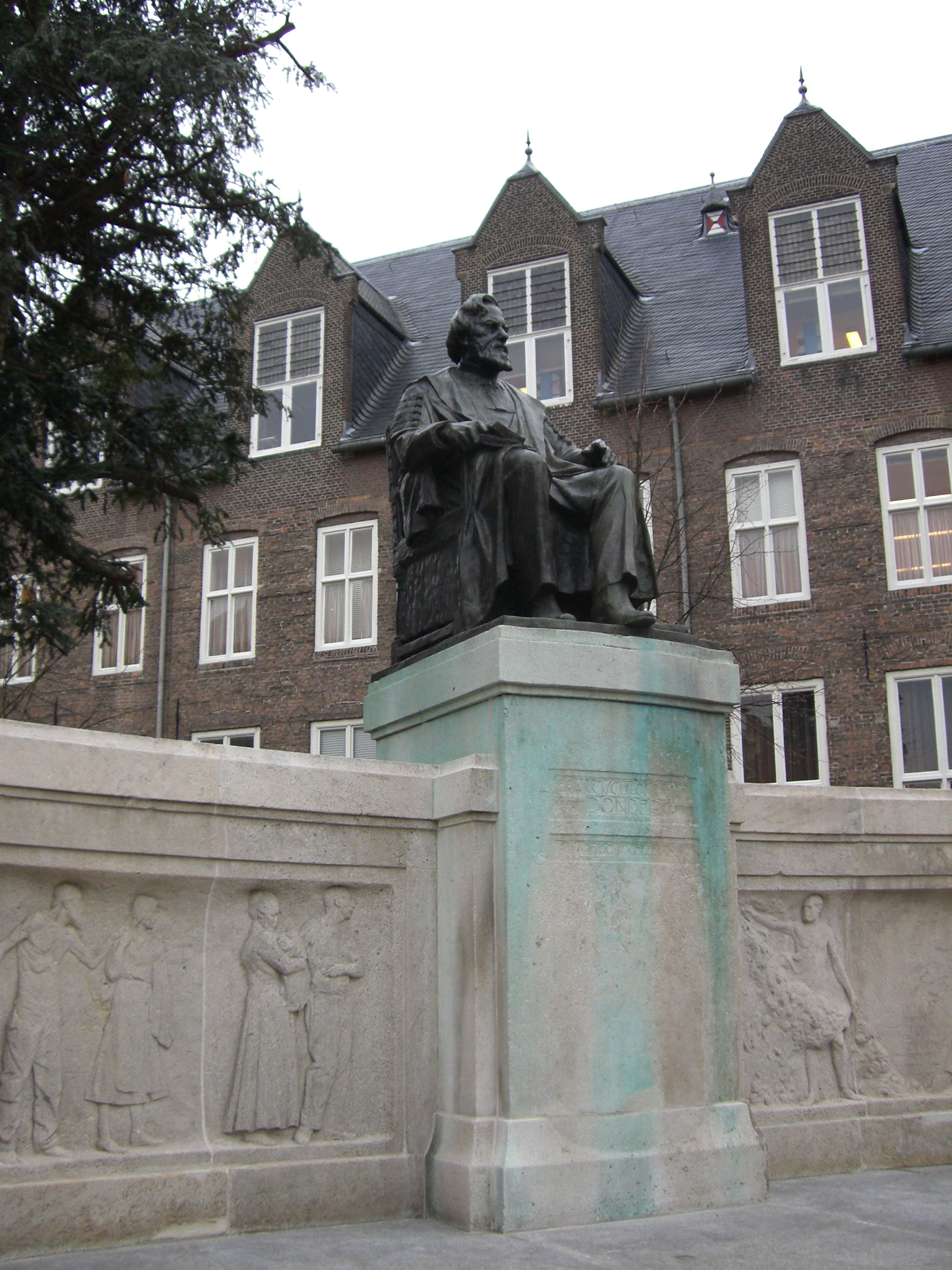
تمثال دوندرز في أوتريخت

أمضى فرانسيسكوس دوندرز الكثير من الوقت في الدراسة والبحث في علم الأحياء والإدراك. قضى القليل من وقته في دراسة طب العيون. على الرغم من قلة تأثيره، فقد كان أصل العديد من المفاهيم (التي لا تزال موجودة) في مجال طب العيون. قدم موضوعات مثل الانكسار، والاستجماتيزم، والإقامة، وقلة الانكسار، ومد البصر، وفقدان البصر، وقصر النظر الشيخوخي، والتقارب، والحول، كما أنه مسؤول عن الصيغة التي تعادل حدة رؤية المرء، كان ذلك في عام 1864 عندما تمكن من إدخال مواءمة العين والانكسار، علم دوندرز أن شبكية العين تستخدم الأشعة من أجل الالتقاء، يحدث هذا خلف شبكية العين وهو ما يسمح لنا بإدراك الأشياء القريبة، بمجرد أن يتم إدراك هذه الأشعة، فإنها تكون قادرة على جلب المزيد من الأشعة إلى شبكية العين (يُعرف هذا بقوة تكيف العين) كان هذا مهمًا لأنه أنشأ ما يعرف الآن باسم طب العيون العلمي. من المفاهيم التي قدمها، الأهم هو قانون المانحين. يرتبط اسمه بـ «قانون دوندرز»، الذي ينص على أن «دوران مقلة العين يتحدد بمسافة الجسم من المستوى المتوسط وخط الأفق». يحتوي على 3 أبعاد محددة توجه العين إلى الشكل الذي تبدو عليه. كما ينص على أن اتجاه العين ليس له علاقة بنقطة البداية. إذا كانت العين تنظر باستمرار إلى نفس الشيء، فسيظل اتجاه العين كما هو، يؤكد القانون أن العين تركز على أهداف بعيدة (برأس منتصبة) وتتكيف مع زاوية خاصة لكل طلاء زجاجي يحدث؛ على الرغم من وجود العديد من الطرق التي يمكن للعيون من خلالها تحديد موضعها، تشمل المساهمات الأخرى في مجال طب العيون: ترجمة الكتب المدرسية الألمانية إلى اللغة الهولندية، والتطبيق السريري في هذا المجال، والاعتراف بالزرق وأنواعه الفرعية، وتحليل وظائف المخ، ونموذج العين المصغر.
كما أنه معروف جيدًا في مجتمع طب الأسنان بتسميته «مساحة دوندرز»، وهي المسافة بين ظهر اللسان والحنك الصلب عندما يكون الفك السفلي في حالة راحة.

## وفاته
توفي في أوتريخت في 24 مارس 1889.

## روابط خارجية
- مؤلفات Franciscus Cornelis Donders في مشروع غوتنبرغ
- B. Theunissen. Franciscus Cornelis Donders 1818-1889, F.C. Donders: turning refracting into science, @ History of science and scholarship in the Netherlands.
- Picture, biography, bibliography and digitized sources in the Virtual Laboratory of the Max Planck Institute for the History of Science
- P. Eling,  Donders, Frans (1818-1889), Geneeskundige en fysioloog.
- Edwin Maes, Professor dr. Franciscus Cornelis Donders (Tilburg 27-5-1818, Utrecht 24-3-1889) Gravesite of Franciscus Donders.
- Obituary in:  Popular Science Monthly. Vol. 35. June 1889.